# Marko Pokorn
Marko Pokorn,  zdravnik (pediater in infektolog), scenarist in dramatik, * 9. avgusta 1966, Ljubljana, Slovenija. Scenarist Teatra Paradižnik in Naše male klinike.

## Življenje in delo
Marko Pokorn je sin muzikologa dr. Danila Pokorna in pediatrinje dr. Vilme Pokorn. Po opravljenem študiju medicine v Ljubljani je specializiral iz pediatrije in infektologije. Doktoriral je leta 2016 na temo virusnih vzrokov vročinskih krčev pri otrocih. Leta 2017 je postal docent za področje infekcijske bolezni in epidemiologijo na Medicinski fakulteti Univerze v Ljubljani. Od leta 1993 dela na otroškem oddelku Infekcijske klinike Kliničnega centra v Ljubljani. Poročen je z Nike K. Pokorn, profesorico na Filozofski fakulteti UL. 
V gimnazijskih časih je bil na Bežigrajski gimnaziji član gledališke skupine KUD Koseski (predstave "Špektakl", "Kekčeva adolescenca" in "You ain't seen nothing yet"). Leta 1993 je bila na odru MGL krstno uprizorjena predstava "Klinika Tivoli, d.o.o.", katere besedilo je napisal skupaj z Lučko Jagodic in Boštjanom Tadlom, ki je predstavo tudi režiral. Pokorn je za predstavo napisal tudi glasbo. Od leta 1994 do 1997 je z Brankom Đurićem-Đurom ustvarjal televizijsko oddajo "Teater Paradižnik", ki je leta 1995 dobila Viktorja za najboljšo TV oddajo. Z Đurićem sta napisala tudi gledališko uspešnico "Čas za spermembo" (Teater55, 2000) in "Slovenci v vesolju". Pokorn je z Đurićem soavtor televizijske serije "Naša mala klinika", ki je od leta 2004 do 2007 prejela 4 Viktorje za najboljšo igrano TV oddajo, leta 2007 pa na Hrvaškem še nagrado Večernjakov ekran za najboljšo igrano oddajo. Leta 2008 je bila v produkciji Cafe Teatra in režiji Jaše Jamnika premierno predstavljena politična satira "Kdo vam je pa to delu?" z Borisom Kobalom. Od leta 2018 piše redne kolumne v časopisu Delo, ki jih je izdal v knjigi Smešno, ma non troppo: Zapisi o telesu, duhu, glasbi in vrtanju po nosu (2022). 